# Eugene Stoner
Eugene Morrison Stoner (22. listopadu 1922 – 24. dubna 1997) byl americký konstruktér střelných zbraní. Podílel se na vývoji pušek ArmaLite AR-10 a AR-15, která byla přijata do výzbroje armádou spojených států amerických pod označením M16.